# Station Kil
Station Kil is een spoorwegstation in de Zweedse plaats Kil. Het station werd geopend op 1 maart 1876 en ligt op een knooppunt van vijf spoorwegen. Het station ligt aan de Värmlandsbanan richting Oslo (west) en Karlstad (oost), aan de Fryksdalsbanan richting Torsby (noord) en de Vänerbanan richting Göteborg (zuid). Van de laatste twee trajecten is Kil het beginstation. Tevens loopt er richting het noordoosten een spoorlijn richting Ludvika. Dit traject wordt alleen gebruikt voor goederenvervoer. Vanwege de kruising van spoorwegen is Kil een belangrijk overstapstation voor de regio Värmland.

## Verbindingen
| Serie | Treinsoort              | Route                                                                                            | Bijzonderheden |
| ----- | ----------------------- | ------------------------------------------------------------------------------------------------ | --- |
| 70    | Stoptrein (VTAB)        | (Kongsvinger – ) Charlottenberg – Arvika – Kil – Karlstad – Kristinehamn ( – Degerfors – Örebro) | Een aantal treinen per dag vanaf Kongsvinger en tot Örebro. Stopt beperkt op de haltes Ås, Lerot, Ottebol, Brunsberg en Lene. |
| 70    | Hogesnelheidstrein (SJ) | Stockholm – Hallsberg – Karlstad – Kil – Arvika – Oslo                                           | Twee treinen per dag tot Oslo, anders tot Karlstad of Arvika. De treinen tot Oslo vallen onder de noemer 'intercity'.         |
| 71    | Stoptrein (VTAB)        | Karlstad – Kil – Säffle – Åmål                                                                   | |
| 71    | Sneltrein (Väst / SJ)   | (Karlstad – ) Kil – Säffle – Öxnered – Trollhättan – Göteborg                                    | Treinen van Västtågen rijden niet verder dan Säffle.                                                                          |
| 74    | Stoptrein (VTAB)        | Karlstad – Kil – Sunne – Lysvik – Torsby                                                         | Enkele treinen tot Sunne. Stopt beperkt op de haltes Trångstad, Kolsnäs en Oleby.                                             |
| 75    | Stoptrein (TÅGAB)       | Falun – Borlänge – Ludvika – Kristinehamn – Karlstad – Kil – Säffle – Trollhättan – Göteborg     | Stopt beperkt op de stations Nässundet en Grums.                                                                              |